# Rinocérosz (Dürer metszete)
Általában Dürer Rinocéroszának nevezik Albrecht Dürer 1515-ben készült fametszetét. A képet egy ismeretlen alkotó vázlatára és leírására alapozta az abban az évben Lisszabonba érkezett indiai orrszarvúról.
Dürer maga soha nem látta az állatot, ami a római idők óta az első élő példány volt Európában. 1515-ben I. Mánuel portugál király az orrszarvút X. Leó pápának ajándékozta, de az a szállítás közben történt hajótörésben elpusztult. Eleven orrszarvút nem is láthattak többet Európában, amíg 1577-ben egy újabb orrszarvú nem érkezett Indiából I. Sebestyén portugál király udvarába. Ezt később II. Fülöp spanyol király örökölte meg, 1580 körül.
A metszet nem egészen pontos ábrázolása egy rinocérosznak. Az állatot kemény páncéllal borítva ábrázolja, egy kis csavart szarvat is elhelyez a nyaktőre, valamint a lábait pikkelyekkel fedi. Ezek a vonások nem találhatók meg egy valódi orrszarvún. Ennek ellenére Dürer alkotása nagyon népszerű lett Európában, és rengeteg másolat készült róla az elkövetkező három évszázad során. Egészen a 18. század végéig az orrszarvú hiteles ábrázolásának tekintették, de aztán az Európában, az 1740-es és az 1750-es években körbeutaztatott Clara nevű orrszarvúról készült pontosabb ábrázolások háttérbe szorították. Ennek ellenére Dürer munkájáról azt tartották, hogy „talán egyetlen más állatábrázolás sem gyakorolt ilyen mély hatást a művészetekre”.

## A rinocérosz

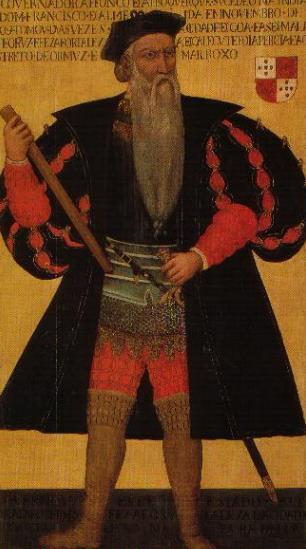
Afonso de Albuquerque (1453–1515), Portugália második indiai kormányzója

A portugál felfedezők elérték azt, ami Kolumbusznak nem sikerült: Afrika partjait követve, a Jóreménység fokát megkerülve, majd az Arab-tengert átszelve, 1498-ban eljutottak Indiába. A következő évtizedekben nagy hasznot húztak a gyümölcsöző fűszer-kereskedelemből. 1510-ben Portugália, Afonso de Albuquerque vezetésével, meghódította az indiai Goa területét (ami Diu és Daman kisebb enklávéival együtt egészen 1961-ig portugál gyarmat maradt), és további kereskedelmi állomások sorát létesítette az indiai tengerparton.
1514 elején Afonso de Albuquerque, az indiai portugál gyarmatok kormányzója, követeket küldött II. Muzafar szultánhoz, a mai Gudzsarát állam helyén elterülő Cambay uralkodójához, engedélyt kérve, hogy erődöt építhessen Diu szigetén. A küldetés eredménytelen maradt, de diplomáciai ajándékokat cseréltek, és ezek sorában egy indiai orrszarvút is kaptak. (A korban szokás volt, hogy uralkodók egzotikus állatokat ajándékoztak egymás „állatkertjei” számára.)

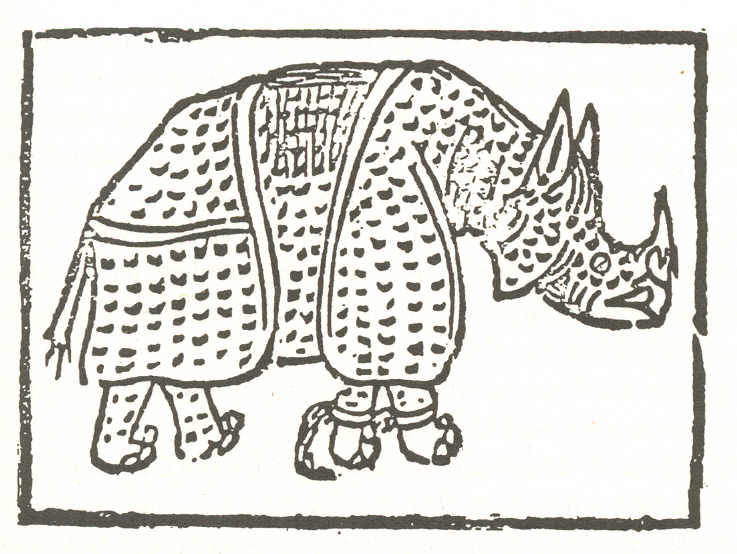
Az első ismert fametszet a rinocéroszról. Giovanni Giacomo Penni versének illusztrációja, megjelent Rómában, 1515 júliusában. (Biblioteca Colombina, Sevilla)

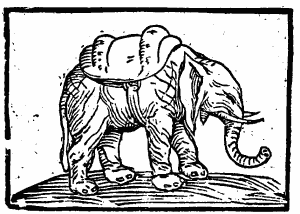
Hanno, az elefánt. Egy 1514-ben Rómában megjelent pamflet fametszetes illusztrációja

Az állat már hozzászokott a fogva tartáshoz. Albuquerque úgy döntött, hogy azt továbbküldi királya, I. Mánuel számára. A gudzsaráti nyelven gandának nevezett orrszarvú és gondozója, Ocem, a Nossa Senhora da Ajuda nevű hajón hagyta el Goát, 1515 januárjában. Francisco Pereira Coutinho kapitány parancsnoksága alá még két kisebb hajó is tartozott, megrakva egzotikus fűszerekkel. Útjuk során rövid megállókat tettek Mozambikban, Szent Ilona szigetén és az Azori-szigeteken.
Viszonylag gyors, 120 napos út után, az orrszarvút az akkor épülőfélben lévő Belém-torony mellett tették partra, Lisszabon közelében. A Mánuel stílusú tornyot később orrszarvút formázó vízköpőkkel is dekorálták.
Rinocéroszt Európában akkoriban a római idők óta nem láttak, mitológiai szörnynek tartották. Az állatvilágot ábrázolni kívánó, középkori bestiáriumokban időnként összekeverték a valóban képzeletbeli egyszarvúval. A virágzó reneszánsz körülményei között a rinocérosz megérkezése szenzációt, az antikvitás egy darabjának újra felfedezését jelentette.
A vadállatot tudósok és kíváncsiak egyaránt megvizsgálták, és a fantasztikus lényt leíró levelek gyorsan terjesztették a hírt Európában. A híressé vált orrszarvú első ábrázolása egy versike illusztrációja volt, amelyet a firenzei Giovanni Giacomo Penni 1515. július 13-án tett közzé Rómában, alig nyolc héttel az orrszarvú Lisszabonba érkezése után. A vers egyetlen ismert, fennmaradt példányát Sevillában, az Institución Colombina őrzi.
A rinocéroszt a lisszaboni Ribeira palota melletti menazsériában helyezték el, elkülönítve a király elefántjaitól és más nagyvadjaitól, amelyeket az Estaos palota közelében tartottak. Június 3-án a király viadalt rendeztetett az orrszarvú és egy fiatal elefánt között, mert idősebb Plinius nyomán a korban úgy tudták, hogy a két állat egymás halálos ellensége. Az orrszarvú lassan, de határozottan közeledett ellenfeléhez, az elefánt pedig, talán az összegyűlt nagy tömeg zajától is megrémülve, hátat fordított és elmenekült az összecsapás elől.

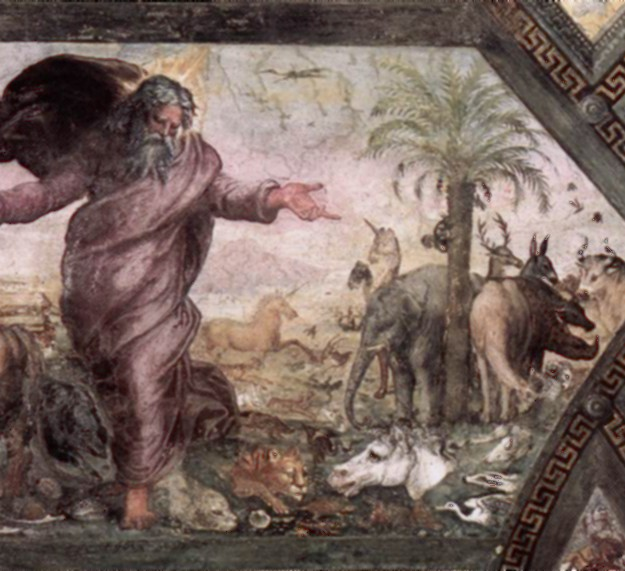
Az állatok teremtése. Raffaello Sanzio freskója a Vatikánban. A fától jobbra egy orrszarvú, balra egy elefánt látható.

Mánuel úgy döntött, hogy az orrszarvút továbbajándékozza a Medici családból származó Leó pápának. A királynak nagy szüksége volt a pápa támogatására, hogy megtarthassa kizárólagos birtokában azokat az új területeket, amelyeket a portugál hajók fedeztek fel Keleten, mióta Vasco da Gama 1498-ban megtalálta az Afrikát megkerülő utat. A pápa az előző évben nagyon megörült Hannónak, az indiai fehér elefántnak, ami szintén Afonso de Albuquerque révén érkezett Lisszabonba, majd Manuel küldte tovább Rómába.
A rinocéroszra virágokkal díszített, zöld bársony gallért kötöttek, és sok más ajándék, többek között ezüsttálak és fűszerek társaságában, 1515 decemberében egy hajó fedélzetére szállították, a Tejo partján. A hajó 1516 elején kikötött egy Marseille melletti szigetnél, ahol január 24-én I. Ferenc francia király, kérésére, megtekinthette a partra szállított híres vadat.
Az út folytatása során a hajó Liguria partjainál viharba került és elsüllyedt. A fedélzethez láncolt orrszarvú nem tudott a partra úszni és elpusztult.
Egyes korabeli értesülések szerint az állat testét kimentették és visszavitték Lisszabonba, ahol kitömték, utána pedig Rómába szállították és kiállították. Az akkori kikészítési módszereknek ez azonban valószínűleg túl nagy feladat lett volna. Mindenesetre a kitömött rinocérosz nem okozott akkora szenzációt Rómában, mint az élő Lisszabonban, bár Giovanni da Udine és Raffaello Sanzio néhány korabeli festményén szerepel orrszarvú.
Ha a kitömött állat el jutott is Rómába, további sorsa ismeretlen. A történet így is alapul szolgált Lawrence Norfolk 1996-os regénye, a The Pope's Rhinoceros számára.

## Dürer metszete

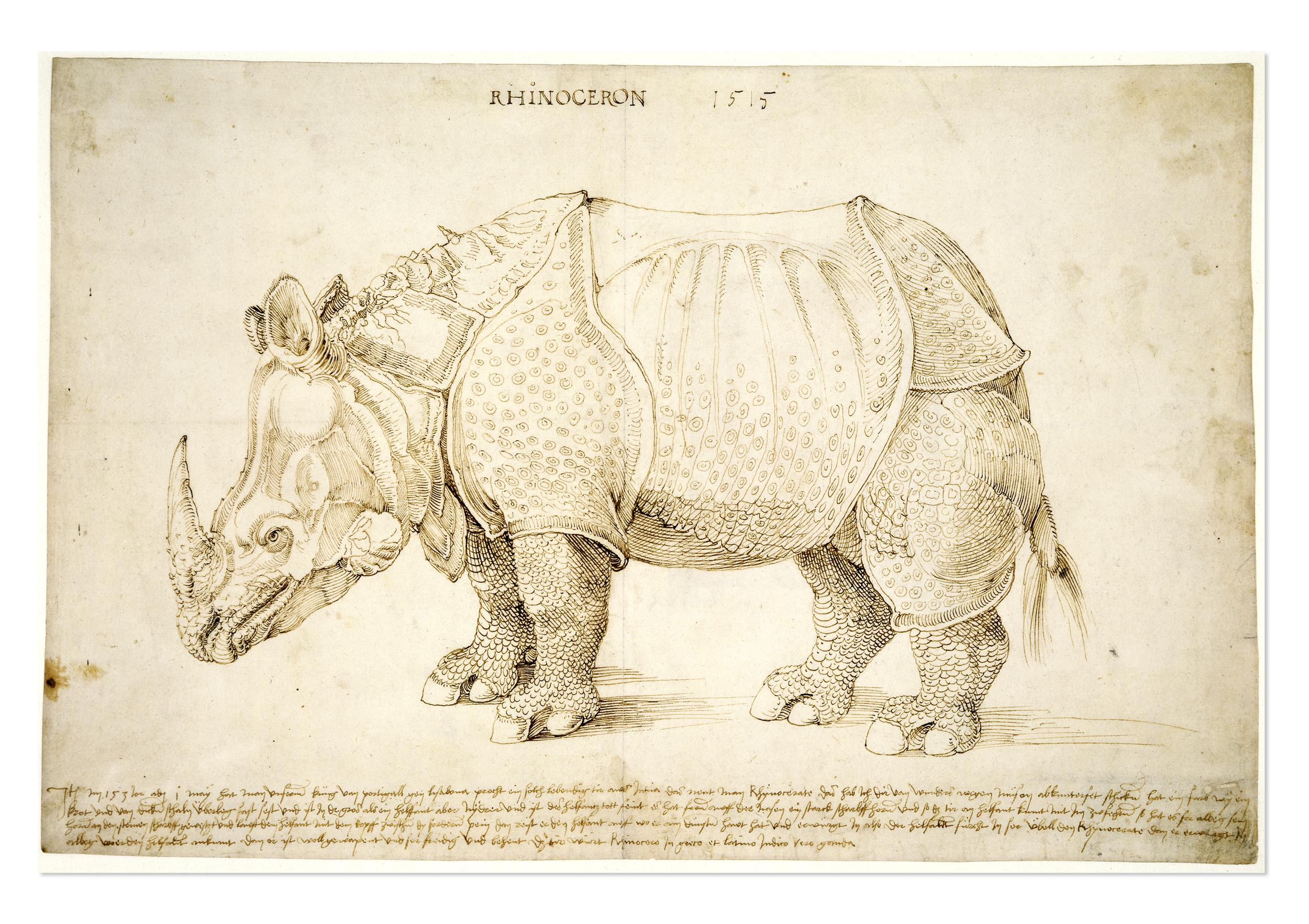
Albrecht Dürer 1515-ös tollrajza a rinocéroszról; jelenleg a British Museumban. Ezen látható a téves 1513-as dátum

Valentim Fernandes, egy Morvaországból Portugáliába települt német kereskedő és nyomdász is megnézte az orrszarvút nem sokkal Lisszabonba érkezése után, és erről 1515 júniusában levelet írt egy nürnbergi barátjának. A levélnek egy olasz nyelvű fordítása maradt csak fenn a firenzei nemzeti könyvtárban. Egy másik, ismeretlen szerzőtől származó, Nürnbergbe érkező levél vázlatos rajzot is tartalmazott az orrszarvúról. Dürer látta ezt a rajzot, és ennek alapján készített két tollrajzot (ezek egyike ma a British Museumban van), majd a második rajz alapján egy fametszetet. A fametszetet Quammen szerint egy erre specializálódott metsző faragta a dúcra, Dürer elképzelései alapján. Ez a szakember nagy valószínűséggel Hieronymus Andreae volt, akit Dürer ebben az időben rendszeresen megbízott ilyen feladatokkal, különösen, ha feliratok is voltak a képen.
A metszet német nyelvű felirata, nagyrészt Plinius nyomán, magyarul a következő:
1513 (sic!) május elsején Portugália hatalmas királya, Lisszaboni Mánuel hozta ezt az állatot Indiából, amit rinocérosznak hívnak. Ez egy pontos ábrázolás. A színe a pettyes teknősbékáé és csaknem teljesen vastag pikkelyek borítják. Mérete az elefánté, de lábai rövidebbek, és szinte sérthetetlen. Erős, hegyes szarva van az orrán, amit köveken élez. Az elefánt halálos ellensége. Az elefánt fél a rinocérosztól, mert az, ha találkoznak, a mellső lábai között támad neki és felhasítja a  gyomrát, ami ellen az elefánt nem tud védekezni. A rinocérosz olyan jól páncélozott, hogy az elefánt nem tud kárt tenni benne. Azt is mondják, hogy a rinocérosz gyors, heves és ravasz.

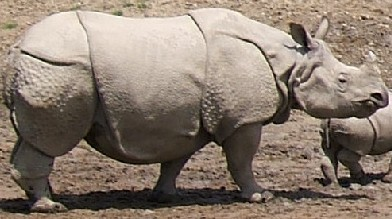
Az indiai orrszarvú bőrredői közel állnak a Dürer által rajzolt páncélokhoz

Dürer metszete nem pontosan ábrázolja az orrszarvút. Az állatot rajzán pikkelyes borítású, kemény lemezek borítják, amelyek páncélzatként védik a testét, torokvédővel és szilárdnak látszó mellvédő lemezzel. Egy kis, csavart szarvat is elhelyezett a nyaktövön, és pikkelyes lábakat tulajdonított neki. Ezek egyike sem látható egy valódi orrszarvún.

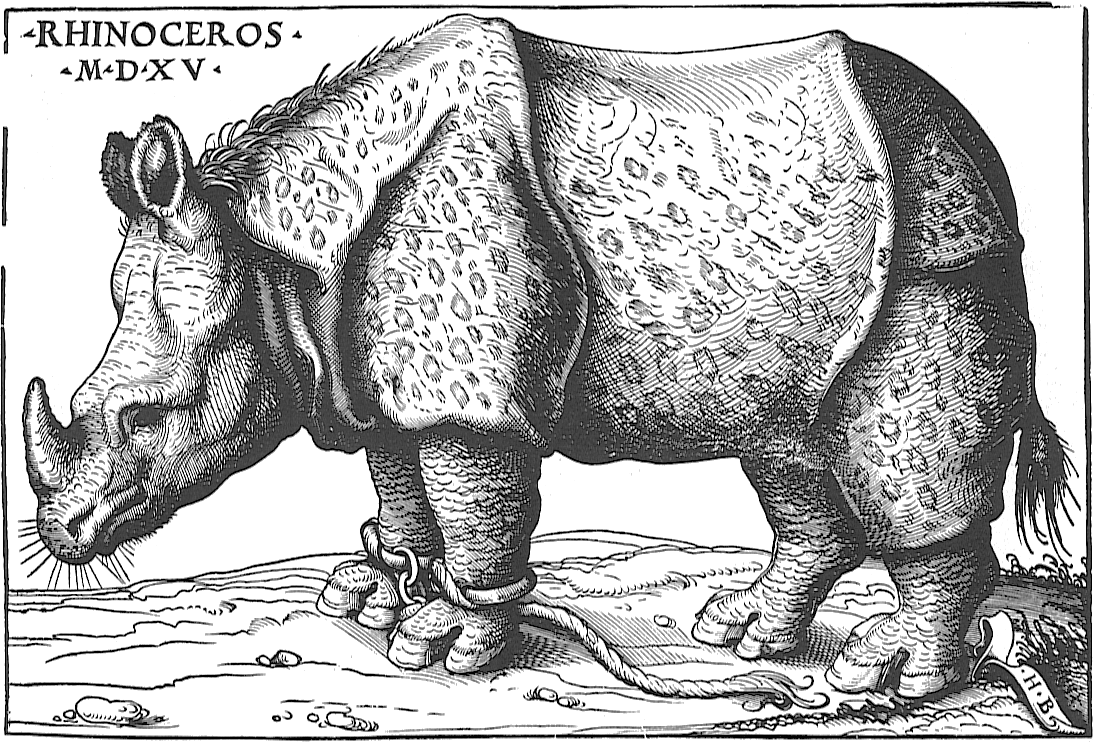
Hans Burgkmair 1515-ös fametszetének egyetlen fennmaradt nyomata a bécsi Albertina grafikai gyűjteményében

Hans Burgkmair, szinte egyidejűleg, egy másik fametszetet is készített Augsburgban az orrszarvúról. Burgkmair levelezett lisszaboni és nürnbergi kereskedőkkel, de nem tudni, hogy levélben kapott-e egy vázlatot, esetleg ugyanazt, amit Dürer, vagy éppen maga is járt akkoriban Lisszabonban és látta az állatot. Az ő képe valósághűbb, nem alkalmazta Dürer fantasztikus kiegészítéseit, viszont ábrázolta a béklyókat és láncokat, amelyekkel az állatot kordában tartották. Dürer rajza mégis erőteljesebb benyomást kelt és sokkal nagyobb népszerűséget ért el, mint Burgkmair munkája. Utóbbiból csak egyetlen lenyomat maradt fenn, a bécsi Albertina grafikai gyűjteményében, míg Dürer nyomata számos példányban létezik.
Dürer metszetének 1515-ös első kiadását több másik követte halála, 1528 után, többek között két kiadás az 1540-es években, és további kettő a század végén. A későbbi nyomatok hatsoros szöveget tartalmaznak. 1620 körül színes nyomódúcot is készítettek, hogy chiaroscuro nyomatokat lehessen előállítani két tónusban (amint az Willem Janssen amszterdami nyomatán látható). Tovább használták az eredeti dúcot is, bár a későbbi nyomatokon már látszik a szú nyoma és egy repedés is, ami az orrszarvú lábán keresztül fut.

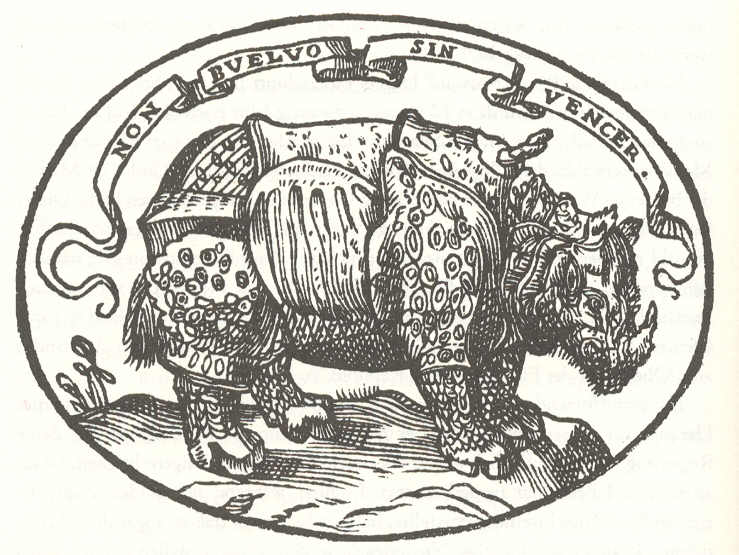
Alessandro de’ Medici emblémája, Paolo Giovio Dialogo dell'impresse militari et amorosi című művéből

A kép, hibái ellenére, rendkívül népszerű maradt. Egészen a 18. század végéig az orrszarvú hiteles ábrázolásának tartották. Ez a kép volt a forrása a természettudományos művek illusztrációinak, beleértve sok más között Sebastian Münster Cosmographiae (1544), Conrad Gessner Historiae Animalium (1551) és Edward Topsell Histoire of Foure-footed Beastes (1607) című művét. Alessandro de’ Medici 1536 júniusában egy Dürer metszete alapján készült orrszarvú-képet választott jelképéül, „Non buelvo sin vencer” felirattal (régi spanyol nyelven: „Nem térek vissza győzelem nélkül”). Párizsban az új francia király, II. Henrik 1549-es bevonulása alkalmából készült dekoráció részeként egy Jean Goujon által tervezett 21 méter magas obeliszk előtt állították fel a Dürer képe alapján készült rinocérosz-szobrot. Hasonló rinocérosz domborműve díszíti a pisai katedrális bronzból készült nyugati kapuját. Dürer művét számos festményen és szobron jelenítették meg, népszerű lett porcelánból elkészítve is. A pontatlan Dürer-rajz népszerűségének az sem ártott, hogy 1580 és 1588 között Madridban egy élő indiai orrszarvú volt látható, pedig erről is készített egy metszetet Philip Galle Antwerpenben 1586-ban; valamint egy élő orrszarvú londoni bemutatása sem egy századdal később, 1684–86 között, majd 1739 után.

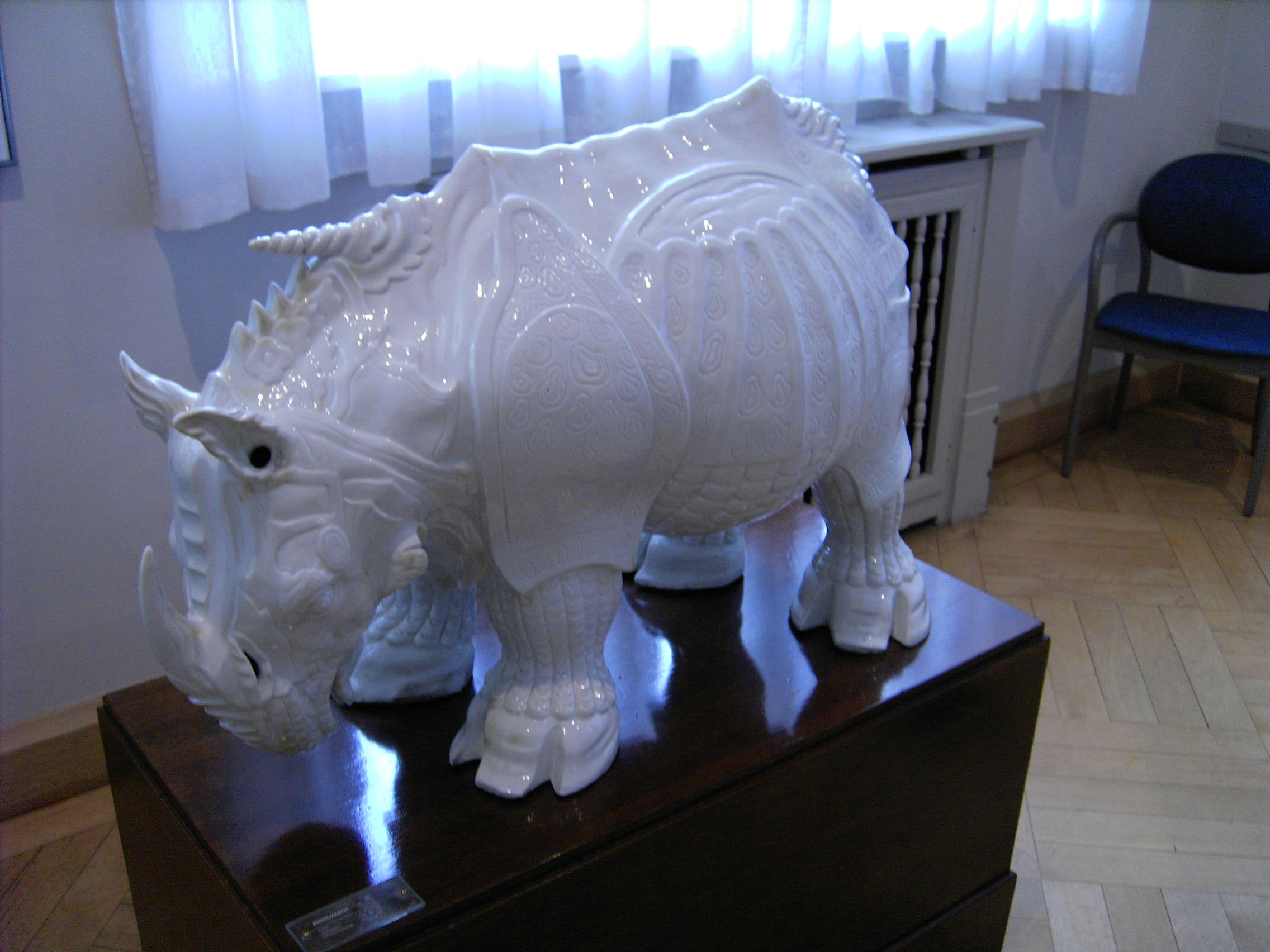
Modern porcelán orrszarvú a meisseni porcelán-múzeumban, Johann Gottlieb Kirchner 1730 körül készült szobra alapján

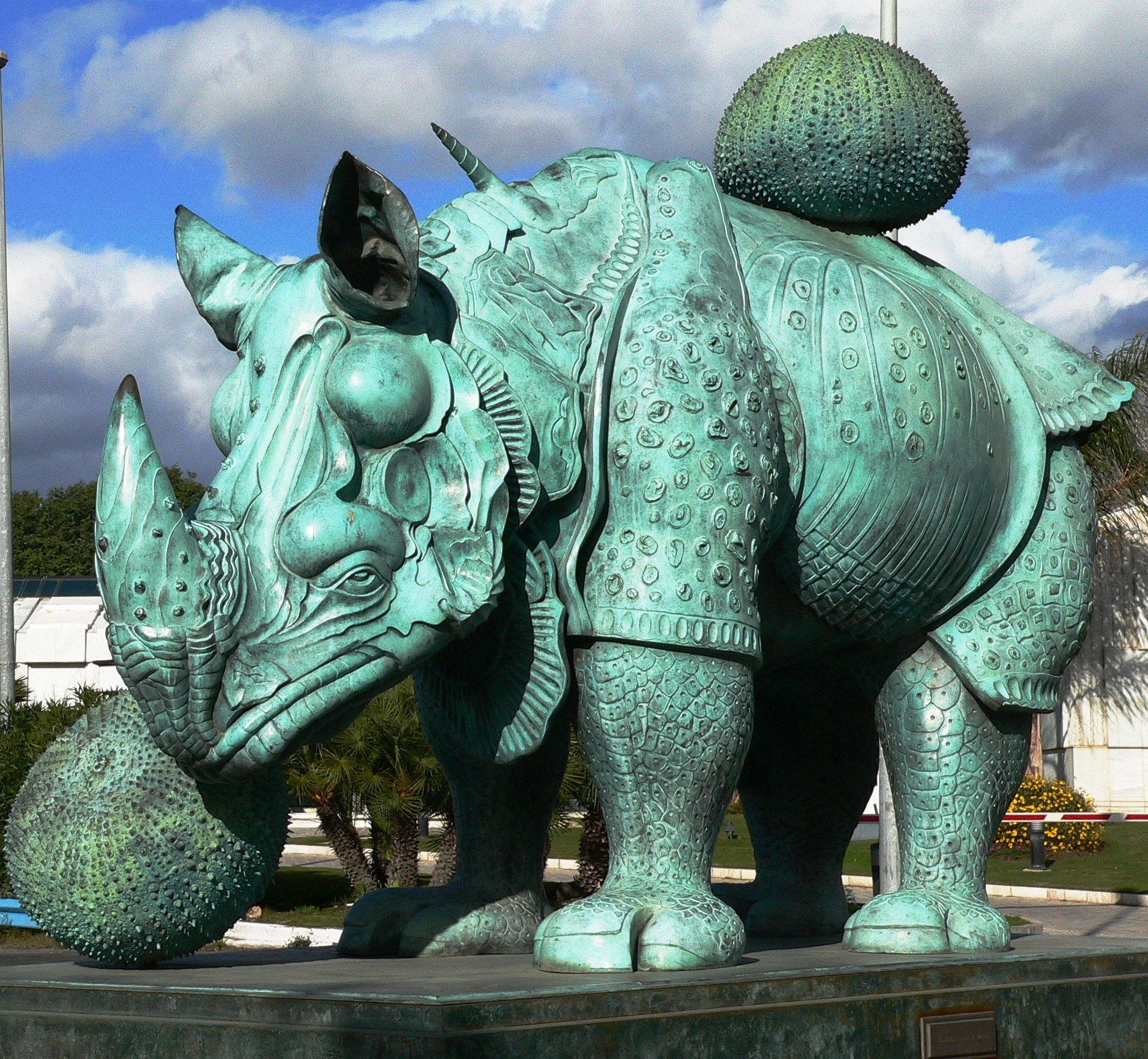
Csipkébe öltözött rinocérosz, Salvador Dalí szobra, 1956

A 18. század második felétől aztán már hanyatlásnak indult Dürer képének népszerűsége. Egyre több élő orrszarvút szállítottak Európába és mutattak be a kíváncsi közönségnek, ezért a korábbinál pontosabb ábrázolások születtek. Jean-Baptiste Oudry életnagyságú „portrét” festett a Clarának elnevezett orrszarvúról 1749-ben, Londonban pedig George Stubbs 1790 körül festett egy nagy orrszarvú-képet. Mindkét festmény jóval pontosabb ábrázolása volt tárgyának, mint Dürer metszete, és a reális ábrázolás lassan kezdte kiszorítani Dürer látomását az emberek tudatából. Oudry festménye alapján készült egy metszet Buffon enciklopédikus műve, a Histoire naturelle számára, amit aztán széles körben másoltak. 1790-ben James Bruce útleírása a Nílus forrásának kutatásáról (Travels to discover the source of the Nile) már elvetette Dürer munkáját azzal, hogy az „minden részletében csodálatosan rossz”, és az „azóta született összes torz ábrázolás forrása”. Ennek ellenére Bruce saját rajza az afrikai fehér orrszarvúról, ami megjelenésében alaposan különbözik az indiaitól, még mindig tartalmaz gyanús, téves egybeeséseket Dürer munkájával.
Umberto Eco, a szemiotika művelője, azt írja, hogy a Dürer által rajzolt pikkelyek és lemezek az állat ábrázolásának szükséges elemeivé váltak még azok számára is, akik tudták, hogy ezek nem léteznek, mivel felismerték, hogy „ezek a konvencionalizált grafikai jelzések jelentik a „rinocéroszt”, az ikont (mint szemantikai fogalmat) értelmező személy számára”. Azt is hozzáteszi, hogy az orrszarvú a valóságban durvább, vadabb állat, mint azt megjelenése mutatja, és a lemezek meg a pikkelyek bizonyos fokig ezt a nem-vizuális információt is közvetítik a néző számára.
Dürer képe egészen az 1930-as évek végéig megjelent német tankönyvekben, mint az orrszarvú hiteles ábrázolása. A német nyelvben az indiai orrszarvút ma is Panzernashornnak, azaz páncélos orrszarvúnak nevezik.
A kép művészi hatása továbbra is jelentős. Ezt mutatja Salvador Dalí 1956-ban készült, 3,6 tonnás szobra, a Rinoceronte vestido con puntillas (Csipkébe öltözött rinocérosz) is, ami a spanyolországi Marbella jachtkikötőjében, Puerto Banúsban látható 2004 óta.

## Fordítás
Ez a szócikk részben vagy egészben  a   Dürer's Rhinoceros című angol Wikipédia-szócikk ezen változatának fordításán alapul.  Az eredeti cikk szerkesztőit annak laptörténete sorolja fel. Ez a jelzés csupán a megfogalmazás eredetét és a szerzői jogokat jelzi, nem szolgál a cikkben szereplő információk forrásmegjelöléseként.